# Mittleres Transporthubschrauberregiment 25
Das Mittlere Transporthubschrauberregiment 25 „Oberschwaben“ war von 1971 bis 2013 ein Regiment des Heeres. Heimatflugplatz des Regimentes war der Flugplatz Laupheim in der dortigen Kurt-Georg-Kiesinger-Kaserne in Oberschwaben. 1994 erhielt es wegen seiner Verdienste den Ehrennamen Oberschwaben. Am 23. Juli 2008 beschloss der Kreistag des Landkreises Biberach die Patenschaft für das Regiment zu übernehmen. Am Standort befand sich auch noch die Heeresfliegerunterstützungsstaffel 10.

## Auftrag der Heeresfliegertruppe
Die Heeresfliegertruppe (HFlgTr) ist Träger der Luftbeweglichkeit der Landstreitkräfte. Sie ermöglicht mit ihren Kräften luftbewegliche Führung, Aufklärung, Kampf und Kampfunterstützung sowie den luftbeweglichen Personal- und Materialtransport einschließlich des Lufttransports von Verwundeten. Sie trägt mit Feuerunterstützung durch Kampfhubschrauber zur streitkräftegemeinsamen taktischen Feuerunterstützung (joint fire support) bei.
Mit luftmechanisierten Kräften ist sie zum Kampf in und aus dem bodennahen Luftraum befähigt, auch über feindbesetztem Gebiet.
Im Verbund mit der luftbeweglichen Infanterie ist sie zur Führung von luftgestützten Operationen in und aus dem bodennahen Luftraum auch über feindbesetztem Gebiet befähigt.

## Auftrag des Regiments
Das Regiment unterstützte Spezialkräfte im Rahmen spezieller Operationen und Luftmechanisierte Operationen der Luftbeweglichen Brigade 1, führte Transportflüge im Auftrag der Division Luftbewegliche Operationen durch und betrieb einen Heeresflugplatz. Das mittlere Transporthubschrauberregiment 25 erfüllte Lufttransportaufgaben im Zusammenwirken mit Kampf- und Kampfunterstützungstruppen und Spezialisierten Kräften bei luftbeweglichen Operationen im Rahmen des Gefechts der Verbundenen Waffen / Einsatz der Verbundenen Kräfte einschließlich im Joint- und Combined-Rahmen.
Im Einsatz operierte es aus Verfügungsräumen oder von einem Feldflugplatz Heer. Dort erfolgte dann auch ein Zusammenwirken mit Kampf- und Kampfunterstützungstruppen.

## Stabsaufgaben
Das Regiment wurde durch einen Kommandeur im Rang eines Obersts geführt. Der Chef des Stabes im Range eines Oberstleutnants war gleichzeitig der stellvertretende Regimentskommandeur.
Der Regimentsstab gliederte sich in die Stabsabteilungen S1 (Personal), S2 (Militärische Sicherheit), S3 (Führung, Ausbildung), S4 (Logistik) und S6 (Führungsunterstützung) sowie noch einen Flugsicherheitsoffizier, einen Stabsoffizier für die Elektronische Kampfführung, einen Fliegerarzt, einen Technischen Offizier und einen KLV-Offizier (Kosten- und Leistungsvergleich).

## Letzte Taktische Gliederung
- Stab
- Stabsstaffel
- Fliegende Abteilung 251
  - 1./Fliegende Abteilung 251
  - 2./Fliegende Abteilung 251
  - 3./Fliegende Abteilung 251
- Luftfahrzeugtechnische Abteilung 252
  - 1. / Luftfahrzeugtechnische Abteilung 252
  - 2. / Luftfahrzeugtechnische Abteilung 252
  - 3. / Luftfahrzeugtechnische Abteilung 252
  - 4. / Luftfahrzeugtechnische Abteilung 252
- Heeresfliegerversorgungsstaffel 255
- Heeresfliegerstaffel 259 (Ausbildungsstaffel)

## Symbolik des Verbandsabzeichens
Der treue Pegasus oben, ein geflügeltes Fabelwesen aus der griechischen Mythologie war das Kind des Meeresgottes Poseidon und der Gorgone Medusa und die himmelblaue Farbe symbolisieren im oberen Bereich das Medium Luft, in dem das Regiment sich bewegt. Pegasus trug den Krieger Bellerophon in den Kampf gegen die Chimäre und die Amazonen. Schon die römische Legio I Adiutrix führte den Pegasus in ihrem Legionswappen. Die linke untere Hälfte in Silber stellt die Erde dar. Darin in der Mitte befindet sich das Eiserne Kreuz, das die Verbundenheit zur Bundeswehr und ihren militärischen Aufgaben herstellt. Die gelbe Umrandung symbolisiert die ursprüngliche Zugehörigkeit des Regimentes zu den Korpstruppen, obwohl es zum Schluss direkt der Division Luftbewegliche Operationen unterstellt war.

## Geschichte

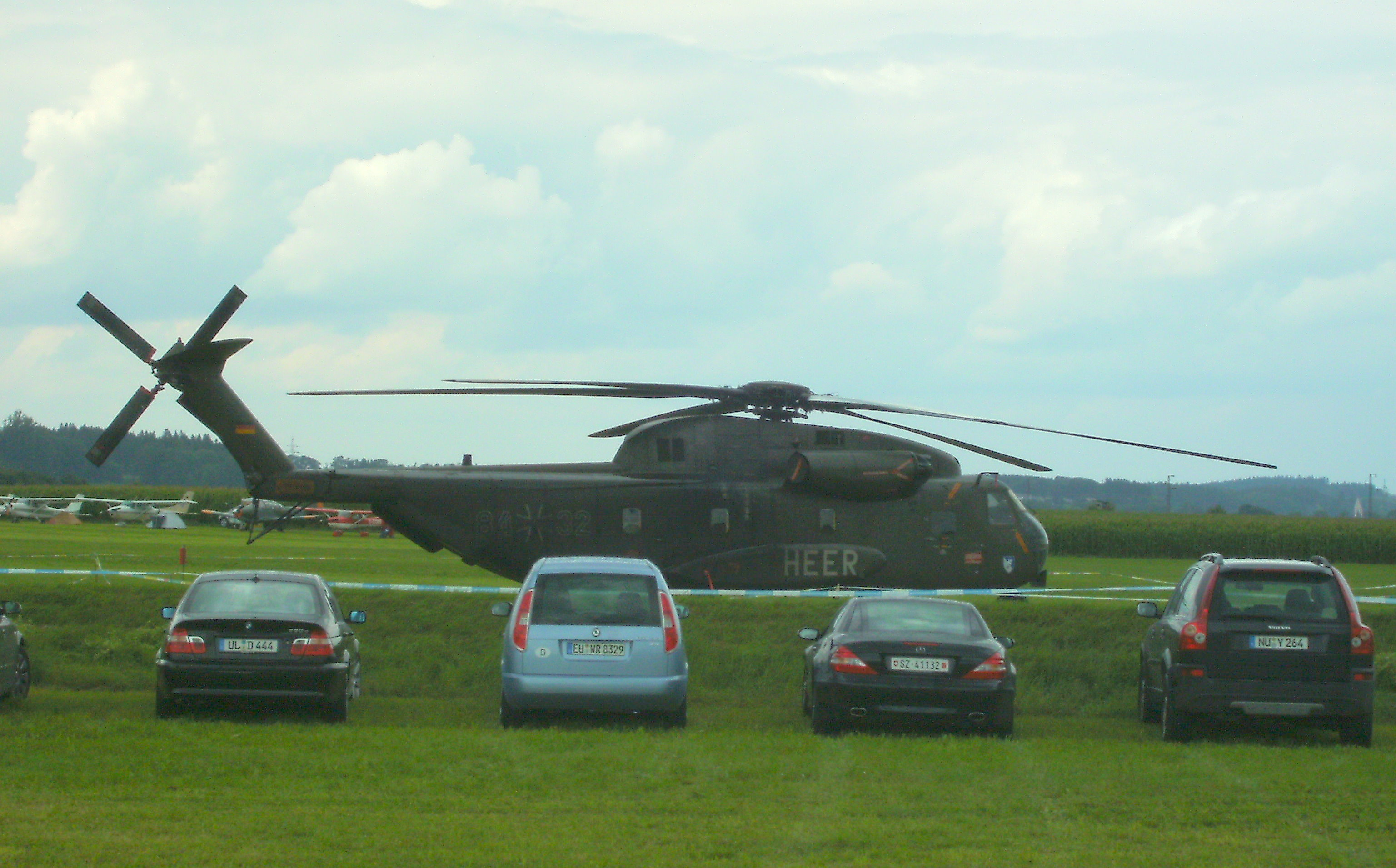
Hubschrauber CH-53 G des Transporthubschrauberregimentes

1964 wurden auf dem Gelände des früheren Luftwaffenflugplatzes neue militärische Einrichtungen gebaut, die dazu bestimmt waren, Hubschrauber der Heeresflieger zu beherbergen. Nachdem die Stärke der Heeresflieger während der 1960er Jahre ausgebaut worden war, folgte 1971 eine Reorganisation, die dazu führte, dass Laupheim mit dem Heeresfliegerkommando 2 des II. Korps das Hauptquartier aller Heeresfliegereinheiten in Süddeutschland erhielt.
Am 1. April 1971 wurde das Mittlere Heeresfliegertransportregiment 25 (mHFlgTrspRgt 25) in Laupheim aufgestellt. 1979 folgte die Umgliederung zum Heeresfliegerregiment 25 (HFlgRgt 25) und zum 1. Oktober 2003 die erneute Umgliederung zum Mittleren Heeresfliegertransportregiment 25. 2002 wurde es in die Division Luftbewegliche Operationen eingegliedert. Im Rahmen der laufenden Neuausrichtung der Bundeswehr wechselte der Verband zum Jahreswechsel 2012/2013 seine Organisationszugehörigkeit von der Teilstreitkraft Heer zur Teilstreitkraft Luftwaffe und fand dort im Hubschraubergeschwader 64 seine neue militärische Heimat. Das Heeresfliegerregiment wurde mit einem feierlichen Appell am 5. März 2013 aufgelöst, bestand formell aber bis zum 30. Juni 2013.

### Einsätze
- 1976 Katastropheneinsatz nach Erdbeben in Udine (Italien)
- 1983 Transport einer Forschungsplattform auf die Zugspitze.
- 1988 Bundeskanzler Helmut Kohl auf Durchreise
- 1990 Löscheinsatz in Bayern am Fahrenberg
- 1991 „Flüchtlingshilfe“ an der Grenze Türkei/Irak
- 1991–1996 Erster Auslandseinsatz UNSCOM im Irak
- 1993 Brandbekämpfung Larisa (Griechenland)
- 1995 Brandbekämpfung in Attika (Griechenland)
- 1996–1997 IFOR Einsatz im ehemaligen Jugoslawien
- 1997–2003 SFOR in Bosnien und Herzegowina
- 1997 Hochwassereinsatz an der Oder
- 1998 Brandbekämpfung (Griechenland)
- 1999 Lawinenkatastropheneinsatz von Galtür (Österreich)
- 1999–2002 KFOR in Mazedonien Kosovo
- 2002 Elbhochwassereinsatz
- 2002 bis heute ISAF-Einsatz in Afghanistan
- 2003 Waldbrandbekämpfung in Grafenwöhr
- 2004 12. Februar  Erste CH-53 überfliegt den Hindukusch
- 2005–2006 Katastropheneinsatz nach Erdbeben in Pakistan
- 2005 Hochwassereinsatz Südbayern
- 2006 Einsatz im Kongo
- 2007 Brandbekämpfung Thumsee Berchtesgaden (Bayern)
- 2007 Brandbekämpfung Abruzzen (Italien)
- 2007 Brandbekämpfung der Waldbrände in Griechenland
- 2011 Waldbrände in Lenggries

## Bekannte Mitglieder des Regiments
- Josef Rief (* 1960), Bundestagsabgeordneter